# 分株假紫萁
分株假紫萁（学名：Osmunda cinnamomea），又名假紫萁，为紫萁科下的一个种。舊屬紫萁属，今屬桂皮紫萁屬。

## 扩展阅读
- 維基物種上的相關：分株假紫萁